# Медаль «3-я годовщина Великой Октябрьской социалистической революции»
Медаль «3-я годовщина Великой Октябрьской социалистической революции» — одна из первых памятных медалей РСФСР, отчеканенная в 1920 году, посвящённая третьей годовщине Великой Октябрьской социалистической революции.

## История создания
Медаль была отчеканена на Петроградском монетном дворе в 1920 году. Всего было сделано не менее 3000 серебряных и 400 бронзовых медалей.
Автором эскиза медали является известный русский медальер Антон Фёдорович Васютинский.
Медаль вручалась всем участникам и организаторам торжественного собрания Петроградского совета рабочих, солдатских и крестьянских депутатов, посвященного трехлетию революции. Участникам собрания вручалась серебряная медаль, организаторам — бронзовая.

## Описание медали
Медаль диаметром 35,8 мм. Медаль изготовлена как из серебра, так и из светлой бронзы.
На аверсе медали на фоне пятиконечной звезды изображен рабочий у наковальни: в одной руке он держит молот, а в другой — винтовку. Вверху медали в две строки надпись «Пролетарии всех стран, соединяйтесь!».
На реверсе медали в центре изображение серпа и молота. Выше надпись «Р.С.Ф.С.Р.», а в нижней части в две строки — «Октябрь 1917—1920». Слева и справа у кромки буртика имеются выпуклые изображения пятиконечных звезд.
Медаль носилась на красном банте из муаровой ленты на левой стороне груди.